# قط ماين كون

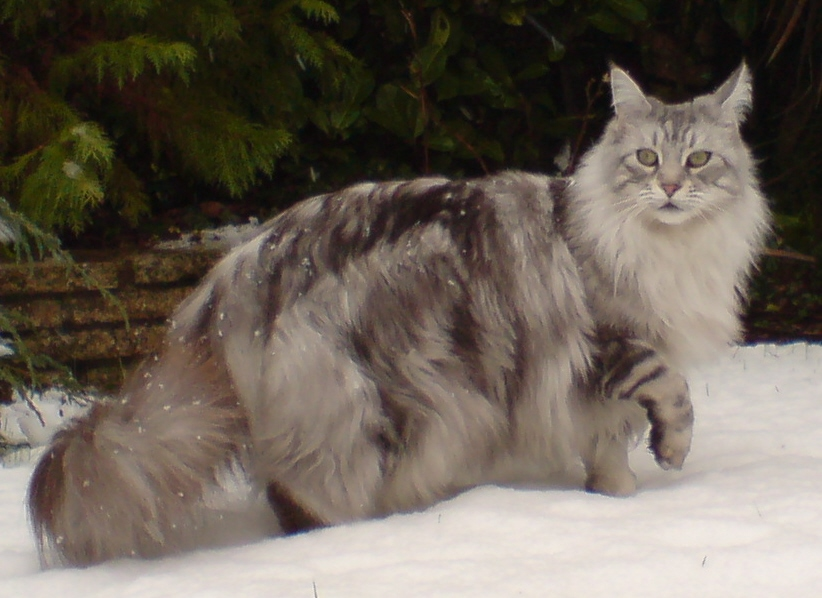

القط ماين كون (بالإنجليزية: Maine Coon)‏, يعتبر ماين كون أكبر سلالات القطط الأليفة في العالم من حيث الحجم. معطف هذا القط قصير على الرأس ثم يبدأ في الطول على الأكتاف ثم الجسم كله. الفراء ناعم حريرى، وله رأس كبير مستدير. أهم ما يميز الماين كون أيضا هي الأذنان الكبيرتان والمنتصبتان فوق الرأس. العينان كبيرتان بيضاويتان وتأتيان باللون الذهبي الأخضر أو النحاسي واحيانا نجد العينين بلون مختلف لكل عين, يأتي الماين كون بألوان مختلفة كالاسود والأحمر والأبيض، لكن اللون البني المرقط هو الأكثر شيوعا في السلالة. القط الماين كون الأبيض له عينان زرقاوان والذيل كثيف متوسط الطول وينتهى بخصلة من الشعر. قط ذكى متودد صياد.
تمتاز هذه السلالة بالشعر الطويل والمتعدد الألوان وبالخد المرتفع وكثافة الشعر في منطقه الصدر.
الماين كون من السلالات الذكية والمحببه بالتربية وتتميز بهدوئها وتقبلها للعيش مع حيوانات أخرى وهي من أشهر أنواع القطط الودوده... والعديد من المواقع تقول ان تربيتها تشبه تربيه الكلاب من ناحيه الذكاء.

## الشخصية
قطط ماين كون ودودة للغاية وتتميز بشخصية هادئة، سيتكيف هذا القط مع كل الظروف ويحب التواجد مع أصحابه من البشر.كما يتميز ماين كون بغريزته القوية للصيد فقد عرف هذا القط قديما بكونه صائد فئران ممتاز، بسبب دوافع الصيد القوية لديه نجد أنه يحب الألعاب التي تمكنه من الحركة وتحرك غرائز الصيد لديه. يمكن للماين كون التسلق كباقي سلالات القطط، لكنه يفضل البقاء في مستويات منخفضة من الأرض.

## تاريخ
كانت هذه السلالة شائعة جدا في عروض القطط أواخر القرن التاسع عشر، لكن أصول السلالة وتاريخها المضبوط يبقى غامضا شيئا، هناك فقط حكايات وبعض القصص التي تؤرخ هذه السلالة. واحدة من هذه القصص والتي تبقى الاقرب للواقع وتم ذكرها في العديد من المصادر. ترجع لملكة فرنسا التي أعدمت سنة 1793 ماري أنطوانيت. تقول القصة أنه قبل إعدام أنطوانيت حاولت الهرب في اتجاه الولايات المتحدة الامريكية بمساعدة البحار النقيب صامويل كلوف. أثناء هربها حملت أنطوانيت أغلى ممتلكاتها معها في السفينة بما في ذلك ستة من قطط أنغورا التركية وربما كانت قططا سيبيرية، على الرغم أن ماري أنطوانيت لم تنجح في الوصول إلى الولايات المتحدة الأمريكية، إلا أن قططها نجحت في الوصول بأمان إلى شاطئ ويسكاسيت بولاية مين الأمريكية التي استمد منها هذا القط اسمه. وهناك تزاوجت هذه القطط وتكاثرت مع قطط محلية قصيرة الشعر وهو ما أعطانا سلالة ماين كون التي نعرفها اليوم.

## التغدية
يمكن لقطط ماين كون عمومًا أن تأكل نفس الطعام الذي تأكله القطط الأخرى ونفس الكمية كذلك، على الرغم من أن إنفاق ماين كون المرتفع للطاقة يمكن أن يعني أنه بحاجة إلى نظام غذائي أكبر من المتوسط الذي تأكله باقي القطط.
عمومًا، القطط هي حيوانات لاحمة بالضرورة، مما يعني أنها تحتاج إلى نظام غذائي يتكون أساسًا من اللحوم. أجسامها مكيفة بشكل فريد لاستقلاب بعض العناصر الغذائية من مصادر حيوانية أفضل من النباتية. من العناصر الغذائية الأساسية للقطط البروتين والدهون والكربوهيدرات بكميات صغيرة والفيتامينات والمعادن والماء.